# Corymorpha gigantea
Corymorpha gigantea is een hydroïdpoliep uit de familie Corymorphidae. De poliep komt uit het geslacht Corymorpha. Corymorpha gigantea werd in 1957 voor het eerst wetenschappelijk beschreven door Kramp. 